# 1215 год в науке
1215 год в науке — перечень значимых событий в науке и технике в 1215 году.
- В тосканском городе Ареццо основан в университет.
- Папа Иннокентий III предоставил парижскому университету хартию вольности.

## Астрономические события
2 марта 1215 года прошло частное солнечное затмение, 82-е затмение восемьдесят восьмого Сароса. Область наилучшей его видимости попадала в приполярные широты северного полушария.
31 марта 1215 года прошло частное солнечное затмение, 3-е затмение сто двадцать шестого Сароса. Область наилучшей его видимости попадала в приполярные широты южного полушария.
26 августа 1215 года прошло частное солнечное затмение,  70-е затмение девяносто третьего Сароса. Область наилучшей его видимости попадала в приполярные широты южного полушария.
24 сентября 1215 года прошло частное солнечное затмение, 6-е затмение сто тридцать первого Сароса. Область наилучшей его видимости попадала в приполярные широты северного полушария.

## Родились
- Вильем из Мёрбеке — фландрийский монах-доминиканец, богослов, большой знаток греческого языка, переводчик на латинский язык, впоследствии — архиепископ Коринфа. Приятель Фомы Аквинского, по его просьбе перевёл ряд трудов Аристотеля, — это были первые переводы трудов Аристотеля с оригинала, а не с арабского перевода. Перевёл также математические труды Герона Александрийского и Архимеда и «Первоосновы теологии» Прокла, произведения Плутарха и др.